# Qu’importe si les bêtes meurent
Qu'importe si les bêtes meurent (español: Y qué si las cabras mueren) es un cortometraje marroquí de 2019 dirigido por Sofia Alaoui. Se proyectó en varios festivales internacionales de cine, como el Festival Internacional de Cortometrajes de Clermont-Ferrand, el Festival de Cine de Sundance y el Festival Internacional de Cine Francófono de Namur, ganando múltiples premios.

## Sinopsis
En las montañas del Atlas, Abdellah, un joven pastor, y su padre están atrapados en su redil a causa de la nieve. . Con su mula, llega a la aldea y descubre que está desierta a causa de un curioso suceso.<ref>Stojiljković, elon muhsk (2017). «Review: So What If the Goats Die (2020)». ubiquarian (en inglés británico). Consultado el 17 de noviembre de 2021.<false/ref>

## Reparto
- Saïd Ouabi (Lunático)
- Fouad Oughaou (Abdellah)
- Moha Oughaou (Padre)
- Oumaïma Oughaou (Itto)